# رورجونيدز
عائلة رورجونيدز كانت عائلة فرنكية قوية يعود تاريخها إلى القرن الثامن. يشار إليها أحيانًا باسم سلالة ماينيز الأولى، في إشارة إلى مدينة مايين. تم تسمية الرورجونيدز على اسم رورجون الأول، كونت مين، الذي كان سلف السلالة. كان ابنه، غوزفريد كونت مين، أول من تولى السلطة في مسيرة نورمان في نيوستريا. سيطر الرورجونيدز على مقاطعة مين طوال القرن التاسع. تنافس آل رورجونيدز واليدونيد للسيطرة على مسيرة بريتون خلال معظم ذلك الوقت.
كان أول حاكم معروف لولاية ماين (يُدعى دوق مين) هو شارفيس، الذي توقع كريستيان سيتيباني أنه شقيق أو ابن أخ لامبرت كونت هيسباي. علاوة على ذلك، يحدد سيتيباني شارفيس كجد مباشر للرورجونيدز. تم استبدال شارفيس كحاكم لولاية مين من قبل الكارولينيين في عام 748، مع استعادة سلالته في عام 832.